# Aschering
Aschering ist ein Gemeindeteil von Pöcking und eine Gemarkung im oberbayerischen Landkreis Starnberg.
Das Kirchdorf Aschering liegt westlich des Starnberger Sees rund 35 Kilometer südlich von München im oberbayerischen Fünfseenland. Es hat die Gestalt eines um die Kirche angeordneten Haufendorfs und konnte sein bäuerliches Erscheinungsbild trotz weiterer Besiedelung bis heute bewahren. Um den Ort erstrecken sich weitläufige Anbau- und Weideflächen.
Die Gemarkung Aschering liegt ausschließlich im Gemeindegebiet von Pöcking westlich des Naturschutzgebiets Maisinger See. Auf ihr liegen Aschering und Seewiesen, sie war 1961 711 Hektar groß.

## Geschichte
Ascheringin wurde im Jahre 1010 im Zusammenhang mit Grundstücksschenkungen an das Kloster Polling durch König Heinrich II. erstmals erwähnt. Allerdings lassen bisherige archäologische Funde aus dem vorherigen Jahrhundert – im Umkreis verstreute große Grabhügelfelder aus der Hallstattzeit – eine Besiedelung bereits in der frühbajuwarischen bzw. vorchristlichen Zeit vermuten.
Die Gemeinde Aschering wurde im Rahmen der Gebietsreform in Bayern aufgelöst und am 1. Juli 1972 nach Pöcking eingemeindet.
Eine regionale Band hat sich nach dem Ortsnamen Aschering Blues benannt.
Sein 1000-jähriges Gründungsjubiläum feierte Aschering vom 16. bis zum 19. Juli im Jahre 2010.

## Sehenswürdigkeiten

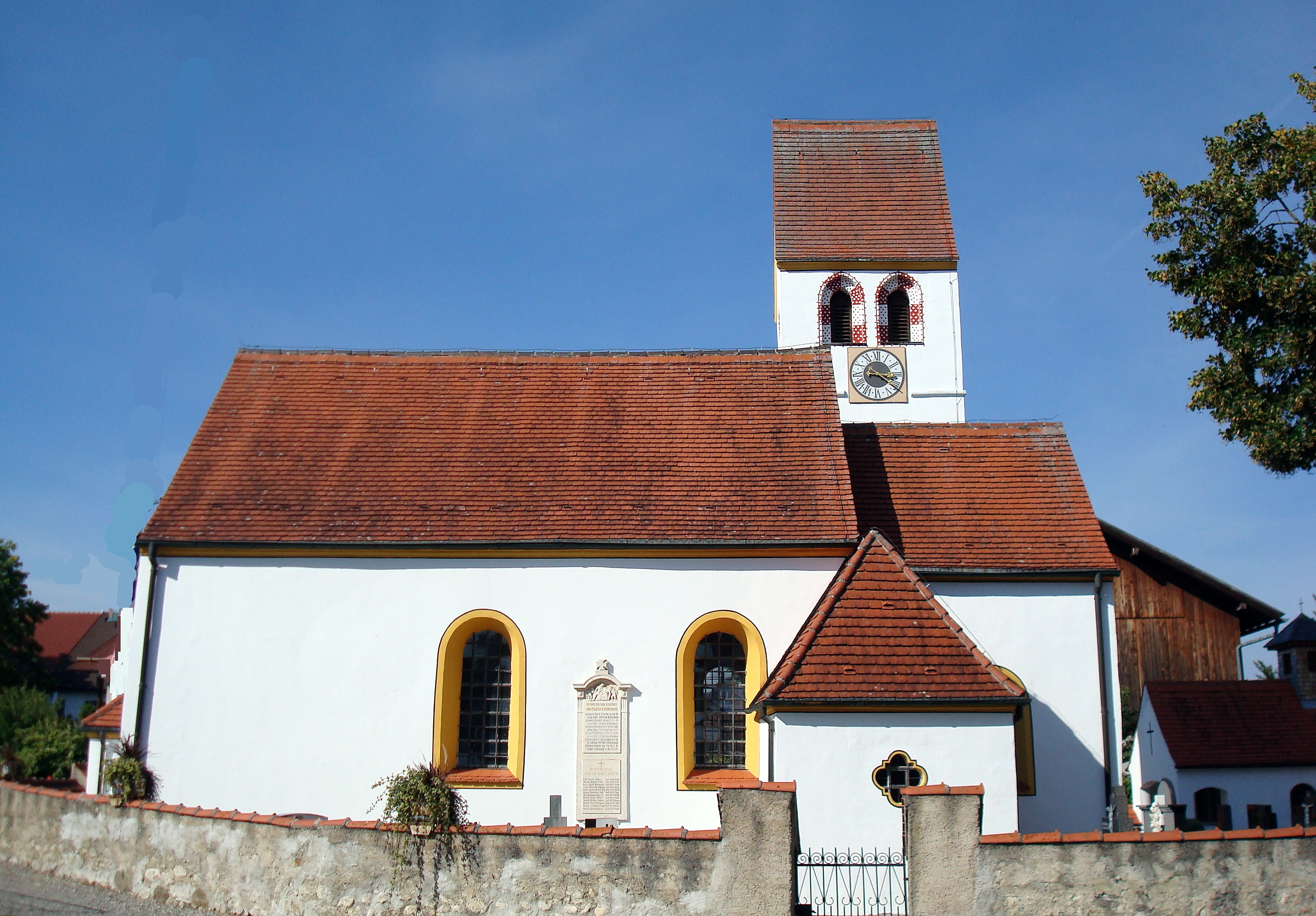
Kirche St. Sebastian

- Kirche Sankt Sebastian: Die Kirche im Zentrum des Dorfes, etwa 540 Jahre Eigentum des Klosters Polling, wurde 1768 im Auftrag des Klosters restauriert und bekam so auch ein beachtliches Deckenfresko des Zopf- und Freskenmalers Johann Baptist Baader (1717–1780). Der Künstler aus Lechmühlen am Lech war in der Region auch unter dem Namen „Lechhansl“ bekannt. Teile der Kirche stammen noch immer aus dem 13. Jahrhundert. Der Sattelturm weist spätgotische Schallöffnungen auf.
- König-Ludwig-Wanderweg: Durch Aschering führt der sog. König-Ludwig-Weg. Dieser Fernwanderweg besteht seit 1977 im Gedenken an Ludwig II. und führt durch eine zum Teil parkähnliche Voralpenlandschaft vom Starnberger See bis ins Allgäu. Diese Landschaften sollen dem König besonders am Herzen gelegen haben. Der Wanderweg beginnt in Berg am Starnberger See, wo König Ludwig II. auf mysteriöse Weise ums Leben kam, und findet sein Ende in Füssen an den Schlössern des Königs.
- Eßsee: In unmittelbarer Nähe von Aschering liegt der kleine und abgeschiedene Eßsee, ein sogenannter „Moorweiher“, eingebettet in den Wald. Dort liegt das Forscherdorf Seewiesen mit dem Max-Planck-Institut für Verhaltensphysiologie, das durch den Nobelpreisträger und „Gänsevater“ Konrad Lorenz weltbekannt wurde. Der Eßsee gehörte in früheren Zeiten einmal einem Wirt aus Aschering. Zur Kühlung der Biervorräte brach man Eisblöcke aus dem See.
- Alte Bauernhöfe: In Aschering finden sich entlang des Ascheringer Baches zwei ehemalige Kleinbauernhäuser, Putzbauten mit Flachsatteldach, aus dem 18. und 19. Jahrhundert.